# فرانک آپتون
فرانک آپتون (انگلیسی: Frank Upton; ۱۸ اکتبر ۱۹۳۴ – ۱۷ مهٔ ۲۰۱۱) بازیکن فوتبال اهل بریتانیا بود.
از باشگاه‌هایی که در آن بازی کرده‌است می‌توان به باشگاه فوتبال نورث‌همپتون تاون، باشگاه فوتبال وورکینگتون ای. اف. سی، باشگاه فوتبال چلسی، باشگاه فوتبال نوتس کانتی، باشگاه فوتبال نانیتون تاون، باشگاه فوتبال ووستر سیتی، و باشگاه فوتبال دربی کانتی اشاره کرد.